# Liste der Straßen in Schmachtendorf
Die Liste der Straßen in Schmachtendorf beschreibt das Straßensystem im Oberhausener Stadtteil Schmachtendorf mit den entsprechenden historischen Bezügen.

## Überblick
In Schmachtendorf leben 8458 Einwohner (Stand: 31. Dezember 2015) auf einer Fläche von 3,33 km². Schmachtendorf  bildet mit Holten, Barmingholten und Walsumermark den Postleitzahlenbezirk 46147.
Der Stadtteil wird – im Norden beginnend – im Uhrzeigersinn folgendermaßen begrenzt: in etwa durch Jägerstraße und Brinkstraße zu Dinslaken-Hiesfeld, Bundesautobahn 3 zu Walsumermark, Königshardt und Alsfeld, Bahnstrecke Oberhausen–Arnhem zu Holten, die Hühnerheide und die Forststraße zu Barmingholten.
In Schmachtendorf gibt es 58 benannte Verkehrsflächen, darunter einen Platz. Davon befinden sich neun Straßen nur teilweise im Stadtteil:

Der Buchenweg, Zum Ravenhorst und Zum Steinacker werden in Walsumermark fortgesetzt, Schmachtendorfer Straße und Sternstraße enden an der Weseler Straße knapp hinter der Bahnstrecke nach Arnhem auf Holtener Gebiet. Der Bürgermeistersweg führt nach Königshardt, die Forststraße und die Rabenstraße nach Barmingholten und die Hiesfelder Straße nach Alsfeld.
An der Grenze Schmachtendorfs verläuft die Bundesautobahn 3, deren Ausfahrt 9 Dinslaken-Süd sich am nordwestlichen Stadtteilrand befindet. Zudem durchquert die Landesstraße 397 (auf der Schmachtendorfer Straße) den Stadtteil. Der Straßenzug Forststraße – Im Heeck – Hiesfelder Straße bildet die Oberhausener Kreisstraße 16.
Die meisten Straßennamen des Stadtteils stammen aus dem Jahr 1917, als die Bürgermeisterei Hiesfeld aufgelöst wurde und der südliche Teil (Schmachtendorf, Walsumermark, Königshardt) zu Sterkrade kam. Aufgrund der Siegesgewissheit und Kriegsbegeisterung wurde daher die Themengruppe der Straßen angelegt, die einen Bezug zu Schlachten des Ersten Weltkriegs aufweisen. Hierzu gehören die Antwerpener Straße, die Beselerstraße, die Emmichstraße, die Flandernstraße, die Genter Straße und die Lütticher Straße.
Viele Straßen sind nach alten Bauernhöfen und Katen benannt.

## Übersicht der Straßen und Plätze
Die nachfolgende Tabelle gibt eine Übersicht über die vorhandenen Straßen, Wege und Plätze im Stadtteil sowie einige dazugehörige Informationen.
- Name: aktuelle Bezeichnung der Straße oder des Platzes.
- Länge/Maße in Metern:
- Die in der Übersicht enthaltenen Längenangaben sind gerundete Übersichtswerte, die in Google Earth mit dem dortigen Maßstab ermittelt wurden. Sie dienen Vergleichszwecken und werden, sofern amtliche Werte bekannt sind, ausgetauscht und gesondert gekennzeichnet.
Bei Plätzen sind die Maße in der Form a × b angegeben.
- Der Zusatz im Stadtteil gibt an, dass die Länge die des Straßenabschnitts innerhalb Schmachtendorfs ist, sofern die Straße in benachbarte Stadtteile weitergeführt wird.
- Der Zusatz ohne Stichstraßen gibt bei verzweigten Straßen die Länge der „Hauptstraße“ an.
- Der Zusatz (alle Straßenabschnitte zusammen) gibt an, dass die Straße so verwinkelt ist, dass keine „Hauptstraße“ besteht. Stattdessen wird die Länge aller Straßenabschnitte zusammengezählt.
- Herleitung: Ursprung oder Bezug des Namens
- Anmerkungen: zusätzliche Informationen
- Bild: Foto der Straße oder eines anliegenden Objekts

| Name                      | Länge/Maße (in Metern)       | Herleitung                                                              | Datum der Benennung | Bemerkungen | Bild |
| ------------------------- | ---------------------------- | ----------------------------------------------------------------------- | ------------------- | --- | ---- |
| Aachener Straße           | 140                          | Aachen                                                                  |                     | Die Aachener Straße ist eine kurze Verbindung zwischen Am Leitgraben und der Kempener Straße. |      |
| Am Leitgraben             | 270                          | Leitgraben, Bachlauf                                                    |                     | Die Straße überquert den gleichnamigen Bach, der das Wasser aus der Walsumermark in den Waldteichgraben und dann in die neue Emscher führt. Er ist seit 1989/90 gänzlich verrohrt. Die Straße Am Leitgraben verbindet Schmachtendorfer Straße und Oranienstraße. |      |
| Am Mattenshof             | 140                          | Mattenshof, alter Bauernhof                                             |                     | Die Straße Am Mattenshof zweigt im nördlichen Waldhuck von der Waldhuckstraße ab und befindet sich am mittelalterlichen Mattenhof, der schon um 1400 als „martensche Kate toe suselbeeck“ erwähnt wird. Auch die Siedlung „Im Mattensfeld“ ist nach diesem Hof benannt. Heute liegt direkt am Ende der Straße der „Möllekenhof“, der auf den Mattenhof zurückgeht Der letzte Matten, der den Hof bewirtschaftete, war Dietrich Matten, der um 1934 starb und dessen Tochter Gertrud Matten den Sterkrader Gerhard Mölleken heiratete, weshalb der Hof heute im Besitz der Familie Mölleken ist. |      |
| Am Pagenkamp              | 170                          | „Pferdeweide“, ehemals zum Parkampshof gehöriges Gelände                |                     | „Page“ meint das Arbeitspferd des Bauern. Der ursprünglich „Süselbeck“ genannte Hof erhielt von „Pagenkamp“ den Beinamen, der später zu „Parkamp“ verschliffen wurde. Er lag unter hohen Linden versteckt auf der Terrassenkante oberhalb des Tüsselbecks und war um 1770 errichtet worden. 1997 wurden die letzten Reste abgetragen. Die Straße Am Pagenkamp ist eine Stichstraße zur Forststraße, es besteht eine Verbindung zur Waldhuckstraße. |      |
| Am Tüsselbeck             | 900                          | Tüsselbeck, Bachlauf                                                    | 1917                | Der Name des Baches „Tüsselbeck“ taucht ursprünglich als „Susilbeke“ auf und bedeutet „säuselnder Bach“. Dem Hof Südelbeck, einem der ältesten Höfe in der Stadt Oberhausen. Die Straße Am Tüsselbeck führt direkt am Bach vorbei von der Forststraße bis hinter die Norbertstraße. Ursprünglich hieß sie Viktoriastraße. |      |
| Antwerpener Straße        | 400                          | Antwerpen, belgische Hafenstadt                                         | 1917                | Die Antwerpener Straße wurde, nachdem die Stadt Antwerpen im Ersten Weltkrieg von deutschen Truppen eingenommen wurde, aus Patriotismus heraus benannt, genau wie auch Beseler-, Emmich-, Flandern-, Genter und Lütticher Straße. Ursprünglich hieß die Antwerpener Straße Brunhildstraße. Sie führt von der Genter Straße nordwärts zur Forststraße, hinter der sie als Waldhuckstraße fortgeführt wird. |      |
| Arnheimer Straße          | 450                          | Arnheim, niederländische Stadt                                          |                     | Arnheim ist durch die Bahnstrecke Oberhausen–Arnhem besonders mit Oberhausen verbunden, weshalb die Straße nach der niederländischen Stadt benannt wurde. Die durch Bergschäden tief abgesunkene Arnheimer Straße verbindet bogenförmig Oranien- und Forststraße. |      |
| Arnoldstraße              | 65                           | Arnold, männlicher Vorname                                              | 1917                | Die Arnoldstraße ist eine kurze Verbindung zwischen Am Tüsselbeck und der Kempkenstraße in der Bergmannssiedlung der Gutehoffnungshütte an der Evangelischen Kirche. Ursprünglich hieß sie Oskarstraße. |      |
| Auguststraße              | 210                          | Dummer August, Clownsfigur                                              |                     | Ursprünglich gab es in der Bürgermeisterei Hiesfeld das „lustige Viertel“ mit der Maxstraße (heute Sudetenstraße in Walsumermark), der Moritzstraße (heute Lönsstraße) und der Auguststraße, von denen nach der Eingemeindung des Südens von Hiesfeld nach Sterkrade nur noch letztere übriggeblieben ist. Die Auguststraße liegt im Osten von Schmachtendorf und führt vom Buchenweg zur Schmachtendorfer Straße. |      |
| Bachaue                   | 120                          | Aue des Leitgrabens                                                     |                     | Die Bachaue verläuft auf der alten Bachtrasse des Leitgrabens und ist daher nach dieser Aue benannt. Die Straße verbindet Buchenweg und Untere Walsumermarkstraße. |      |
| Bergische Hufe            | 270                          | „Bergische Hufe“, ursprünglicher Name der Gegend                        | 1917                | Der Name „Bergische Hufe“ ist die ursprüngliche Bezeichnung für das Gelände, auf dem Schmachtendorf liegt. Es leitet sich von den hohen Flugsanddünen ab, die das gesamte Gebiet prägten. Die hier heimische Pflanzenwelt entsprach derjenigen typischer Heidegebiete. Früher diente die Gegend hauptsächlich als Schafsweide, erst mit der Niederlassung von Soldaten entstand eine Siedlung, die später „Schmachtendorf“ genannt wurde. Der Straßenname „Bergische Hufe“ erinnert bis heute an den ursprünglichen Charakter der Gegend, die Straße liegt zentral in Schmachtendorf und verbindet Forststraße und Flandernstraße diagonal. Bis 1917 war sie Teil der Forststraße. |      |
| Beselerstraße             | 210                          | Hans von Beseler, 1850–1921, preußischer Generaloberst                  | 1917                | Die Beselerstraße gehört zu der Gruppe an Straßennamen, die im Ersten Weltkrieg aus patriotischem Denken heraus benannt worden sind, denn Generaloberst von Beseler nahm im Oktober 1914 Antwerpen ein. Zu dieser Gruppe zählen auch Antwerpener, Emmich-, Flandern-, Genter und Lütticher Straße. Die Beselerstraße verbindet Arnheimer Straße und Forststraße. Vor 1917 hieß sie Hagenstraße. |      |
| Bremenkampstraße          | 1600                         | „Bramkamp“, Feld am Rand des Brachlands                                 | 1917                | Am Nordrand der Hühnerheide liegt der Bremenkampshof, der nach dem „Bramkamp“, einem Feld am Rande des Öd- und Brachlandes, benannt ist, genau wie die Straße. Diese kommt aus der Hühnerheide und führt nach Waldhuck, wo sie am Tüsselbeck endet. Ursprünglich Brömmekampstraße genannt, trug sie später bis 1917 westlich der Waldhuckstraße den Namen Kreuzstraße, östlich den Namen Peterstraße. |      |
| Buchenweg                 | 550 im Stadtteil             | Buchen, Baumgattung                                                     | 1917                | Zwischen Buchenweg und Ebereschenweg in Walsumermark standen bis 1917 viele hohe Buchen, die wohl Anlass zur Namensgebung gewesen sind. Der Buchenweg beginnt in der Schmachtendorfer Mitte und führt von der Schmachtendorfer Straße nordostwärts nach Walsumermark, wo er am Höhenweg endet. Bis 1917 hieß die Straße Königstraße. |      |
| Bürgermeisterweg          | 500 im Stadtteil             | Bürgermeister von Sterkrade                                             |                     | Der Bürgermeistersweg liegt im Sterkrader Wald und ist in Erinnerung an die Sterkrader Bürgermeister benannt. Er endet in Schmachtendorf an der Hiesfelder Straße. |      |
| Cäcilienstraße            | 300                          | Cäcilia, Vorname                                                        |                     | Die Cäcilienstraße verbindet Flandernstraße und Norbertstraße. Die Siedlung an der Straße wurde Ende der 1950er Jahre von der Treuhandstelle für Bergmannswohnstätten errichtet. |      |
| Dudelerstraße             | 230                          | Dudeler Hof, altes Bauerngut                                            |                     | Die Dudelerstraße, Schmachtendorfs Geschäftsstraße, liegt zentral im Stadtteil und verbindet Schmachtendorfer Straße und Oranienstraße. Hier lag früher der Dudeler Hof, der 1926 abbrannte. Auf seinem Gelände befindet sich heute die Heinrich-Böll-Gesamtschule. Der Name des Dudeler Hofes leitet sich wohl von einem Musikanten ab, der um 1700 das Gehöft besaß und Dudelsack spielte. |      |
| Eichendorffstraße         | 350                          | Joseph von Eichendorff, 1788–1857, Dichter                              | 1917                | Die Eichendorffstraße liegt im Osten Schmachtendorfs und verbindet bogenförmig Buchenweg und Hiesfelder Straße. Hier liegt die katholische Josefskirche, nach der die Straße bis 1917 auch Josefstraße hieß. |      |
| Emmichstraße              | 480 ohne Stichstraßen: 350   | Otto von Emmich, 1848–1928, General im Ersten Weltkrieg                 | 1917                | Die Emmichstraße gehört zu der Gruppe an Straßennamen, die im Ersten Weltkrieg aus patriotischem Denken heraus benannt worden sind, denn General von Emmich nahm im August 1914 Lüttich ein. Zu dieser Gruppe zählen Antwerpener, Beseler-, Flandern-, Genter und Lütticher Straße. Die Emmichstraße liegt im Süden von Waldhuck und führt von der Hühnerstraße ostwärts bis zum Sportplatz der SV Sterkrade-Nord. Bis 1917 hieß sie Jahnstraße. |      |
| Ferdinandstraße           | 650                          | Ferdinand, Vorname                                                      | 1936                | Die Ferdinandstraße führt von der Franzstraße nordwärts bis hinter Im Heeck. Ursprünglich hieß sie in Bezug auf die nahegelegene Zeche Hugo Haniel Glückaufstraße, zuvor bis 1917 Jakobstraße. |      |
| Flandernstraße            | 450                          | Flandern, Landschaft in Nordfrankreich und Belgien                      | 1917                | Die Flandernstraße wurde, nachdem die Region im Ersten Weltkrieg Schauplatz vieler Kämpfe wurde, aus Patriotismus heraus benannt, genau wie auch Antwerpener, Beseler-, Emmich-, Genter und Lütticher Straße. Die Flandernstraße hieß ursprünglich Paulstraße und führt von der Oranienstraße westwärts bis hinter Am Tüsselbeck. |      |
| Forststraße               | 2000 im Stadtteil            | verläuft durch das Waldgebiet Hühnerheide                               | 1905                | Diese Straße führt durch die Hühnerheide und war ursprünglich nur ein schlechter, morastiger und sandiger Fahrweg, der insbesondere im Bereich der Bachaue des Tüsselbecks oft kaum zu passieren war. Als Hiesfeld 1905 zur Bürgermeisterei erhoben wurde, baute die Gemeinde eine Verbindung zwischen Barmingholten, Waldhuck und Schmachtendorf, die Forststraße. Diese ist bis heute West-Ost-Achse Schmachtendorfs und endet, aus Barmingholten kommend, an der Schmachtendorfer Straße, hinter der sie als Im Heeck fortgesetzt wird. |      |
| Frankenstraße             | 150                          | Franken, germanischer Volksstamm                                        | 1917                | Die Frankenstraße liegt im Südosten Schmachtendorfs und führt vom Sternplatz zur Handbachstraße. Bis 1917 war sie Teil der Südstraße. |      |
| Franzstraße               | 290                          | Franz, Vorname                                                          |                     | Die Franzstraße liegt im Südosten Schmachtendorfs und führt von der Schmachtendorfer Straße zum Sternplatz. |      |
| Genter Straße             | 850 ohne Stichstraßen: 800   | Gent, Stadt in Belgien                                                  | 1917                | Die Genter Straße wurde, nachdem die Stadt im Ersten Weltkrieg Schauplatz von Kämpfen wurde, aus Patriotismus heraus benannt, genau wie auch Antwerpener, Beseler-, Emmich-, Flandern- und Lütticher Straße. Ursprünglich hieß die Genter Straße Siegfriedstraße, sie verbindet Hühner- und Oranienstraße. |      |
| Grabenstraße              | 350                          | Nassenkampgraben, ehem. Bachlauf                                        |                     | Die Grabenstraße ist nach dem ehemals hier vorbeiführenden Bachlauf Nassenkampgraben benannt, der von Brink in den Brusbach (Holten) floss. Die Straße führt in Waldhuck von der Nassenkampstraße zu Zum Steinacker. 1844 wurde hier in der „Bruckmannskate“ (dem auch zuerst an dieser Straße errichteten Gebäude) die erste Schmachtendorfer Schule eingerichtet. |      |
| Handbachstraße            | 450                          | Handbach, Bachlauf                                                      | 1917                | Der Handbach („Hardbeek“, Bach der von der Hardt (=Königshardt) kommt) ist ein Bach im Oberhausener Norden, der südöstlich an Schmachtendorf vorbeifließt. 1750 entstand die Handbachsiedlung, deren Name auf eine fehlerhafte Karte des Ingenieurs Major Enbers zurückgeht, der statt „Hardbach“ „Handbach“ schrieb. Durch die Siedlung wurde der Name gebräuchlich. Die Handbachstraße verbindet Franken- und Kirchhofstraße. |      |
| Hiesfelder Straße         | 950 im Stadtteil             | Hiesfeld, Stadtteil von Dinslaken                                       |                     | Seit 1905 gehörte der Oberhausener Norden zur Bürgermeisterei Hiesfeld, die 1917 zwischen Dinslaken und Sterkrade aufgeteilt wurde, wobei der Süden (Schmachtendorf, Walsumermark, Königshardt) zu Sterkrade kam. Die Hiesfelder Straße führte somit früher von Sterkrade nach Hiesfeld und ist daher nach der Bürgermeisterei benannt. Sie kommt aus Alsfeld, durchquert den Sterkrader Wald und knickt in Schmachtendorf an der Sternstraße/Im Heeck nach Norden ab, wo sie am Buchenweg endet. |      |
| Hühnerstraße              | 700                          | Hühner, oft in der angrenzenden Hühnerheide vorkommende Vogelgattung    | 1917                | Die Hühnerstraße ist wie die nahe liegende Hühnerheide nach den dort heimischen Hühnern benannt. Die Straße führt aus Holten nordwärts bis hinter die Forststraße und hieß ursprünglich Grünstraße. |      |
| Im Heeck                  | 350                          | „Heeck“, abgelegenes Waldstück                                          |                     | Der „Heeck“ war ein kleines Waldstück in staatlichem Besitz zwischen Martin- und Sternstraße, deren Name „abgelegenes Land“ oder „Waldstück“ bedeutet. Die Straße Im Heeck führt als Verlängerung der Forststraße von der Schmachtendorfer Straße zur Hiesfelder Straße. Sie hieß ursprünglich Dietrichstraße. |      |
| Im Heidesiepen            | 200                          | „Siepen“, feuchte, morastige Flächen                                    |                     | Die Straße liegt im Gebiet der ehemaligen Hühnerheide, an einer Stelle, in der es viele feuchte Flächen durch den Tüsselbeck und den lehmigen Boden gab. Diese Teile waren in regenreichen Zeiten „weich wie Seife“ und wurden daher „Seifen“, „Siepen“, genannt. Der Name „Heidesiepen“ leitet sich davon ab. Die Straße Im Heidesiepen bildet eine Stichstraße zur Emmichstraße. |      |
| Im Mattensfeld            | 340                          | Feld des Mattenhofes                                                    |                     | Die Siedlung im Mattensfeld liegt auf dem gesamten Gebiet des mittelalterlichen Mattenhofes, der schon um 1400 als „martensche Kate toe suselbeeck“ erwähnt wird. Die Straße liegt im nördlichen Waldhuck zwischen Waldhuckstraße und Tüsselbeck. |      |
| In der Wies               | 100                          | Weideland                                                               |                     | Die Bachaue des Tüsselbecks in Waldhuck diente früher als Weideland, die dort als Stichstraße zur Bremenkampstraße angelegte Siedlung wurde daher nach der Wiese benannt. |      |
| Kaplan-Mertens-Weg        | 50                           | Matthias Mertens, 1906–1970, Kaplan in Schmachtendorf und Widerständler | 1985                | Matthias Mertens war 1932 zum Priester geweiht worden und seit 1935 Kaplan an St. Josef in Schmachtendorf. Er gehörte zur jungen Priestergeneration, die entschlossen gegen den Nationalsozialismus kämpfte. Er kritisierte in seinen Predigten oft das NS-Regime, sodass er 1935 bereits einmal vor einem Sondergericht stand. 1936 weigerten sich er und Pfarrer Albring, bei der Reichstagswahl wählen zu gehen, weil die Umschläge gekennzeichnet waren. Am zweiten Weihnachtstag 1941 verlas er Predigten vom Kardinal von Galen, weswegen er am 16. Januar 1942 verhaftet und am 17. April ins KZ Dachau eingeliefert wurde. Am 9. April 1945 wurde er aufgrund seiner Lungenkrankheit aus dem KZ entlassen, kam zurück nach Schmachtendorf, wo er bis 1947 tätig war, danach ging er in die Schweiz. Zwischen 1953 und 1970 war er Prokurator des Bischöflichen Gymnasiums von Gaesdonck, bis er am 1. Februar schließlich starb. Der Kaplan-Mertens-Weg liegt als Stichstraße zur Hiesfelder Straße an der Josefskirche. Bis 1985 hieß er Gregorstraße. |      |
| Kempener Straße           | 300                          | Kempen, Stadt am Niederrhein                                            |                     | Die Kempener Straße liegt zwischen Schmachtendorfer Straße, Am Leitgraben und Oranienstraße. |      |
| Kempkenstraße             | 500                          | Kempkenhof, altes Bauerngut                                             | 1917                | Der Kempkenhof leitet seinen Namen von einem kleinen Eichenkamp her, der das Gebäude umgab und vor Witterung schützte. Die Kempkenstraße führt von der Forststraße nordwärts zur Norbertstraße. Hier befindet sich die Evangelische Kirche Schmachtendorf. Bis 1917 hieß die Straße Wilhelmstraße. |      |
| Kiesweg                   | 350                          | kiesreiches Gebiet                                                      | 1917                | Der Kiesweg liegt direkt an der Autobahn im Osten Schmachtendorfs und verbindet Buchenweg und Schmachtendorfer Straße. Bis 1917 hieß er Sandstraße. |      |
| Kirchhofstraße            | 100                          | Katholischer Friedhof Schmachtendorf                                    | 1917                | Friedhöfe wurden früher oft „Kirchhof“ genannt, da Tote ursprünglich direkt an der Kirche bestattet wurden. Daher erhielt die ehemalige Friedhofstraße bei ihrer Umbenennung 1917 den Namen Kirchhofstraße, nach dem 1902 angelegten Friedhof der katholischen Gemeinde St. Josef. Die Kirchhofstraße führt von der Sternstraße zur Handbachstraße. |      |
| Krefelder Straße          | 300 ohne Stichstraßen: 260   | Krefeld, Stadt am Niederrhein                                           |                     | Die Krefelder Straße führt in einem Bogen von der Oranienstraße zur Kempener Straße. |      |
| Lönsstraße                | 150                          | Hermann Löns, 1866–1914, Dichter                                        | 1917                | Die Lönsstraße liegt im Osten Schmachtendorfs zwischen Auguststraße und Kiesweg. Bis 1917 hieß die Moritzstraße, zuvor Heidstraße. |      |
| Losenstraße               | 110                          | Losen, Grundbesitzer                                                    | 1917                | Die Losenstraße ist eine kurze Straße, die von Zum Ravenhorst nach Dinslaken führt und dort als Erlenstraße weitergeführt wird. Diesen Namen trug sie bis 1917 auch in Schmachtendorf. An der Losenstraße befinden sich keine Häuser. |      |
| Lütticher Straße          | 550                          | Lüttich, Stadt in Belgien                                               | 1917                | Die Lütticher Straße wurde, nachdem die Stadt im Ersten Weltkrieg durch deutsche Truppen erobert wurde, aus Patriotismus heraus benannt, genau wie auch Antwerpener, Beseler-, Emmich-, Flandern- und Genter Straße. Ursprünglich hieß die Lütticher Straße teils Gudrunstraße, teils Krimhildstraße, sie führt von der Schmachtendorfer Straße westwärts bis zum Sportplatz der Spvgg. Sterkrade-Nord. |      |
| Martinstraße              | 450                          | Martin, Vorname                                                         | 1917                | Die Martinstraße verbindet Vandalen- und Hiesfelder Straße. Bis 1917 hieß sie Hüttenstraße. |      |
| Nassenkampstraße          | 700                          | „nasses Feld“, Flurbezeichnung                                          | 1917                | Das Weidegebiet rund um den Nassenkampgraben wird „Nassenkamp“ genannt, da der Bach die Felder nur unzureichend entwässert und es sich früher um ein sumpfiges Gelände handelte. Die Nassenkampstraße führt von Zum Ravenhorst südwärts nach Waldhuck. Ursprünglich hieß sie Baustraße. |      |
| Neustraße                 | 400                          | neue Straße                                                             |                     | Die Neustraße wurde später als die umliegenden Straßen der alten Handbachsiedlung errichtet. Sie verbindet Vandalen- und Kirchhofstraße. |      |
| Norbertstraße             | 290                          | Norbert, Vorname                                                        | 1917                | Die Norbertstraße liegt im Nordwesten Schmachtendorfs und führt von der Oranienstraße zu Am Tüsselbeck. Ursprünglich hieß sie Kronprinzenstraße. |      |
| Oranienstraße             | 1400 ohne Stichstraßen: 1300 | Oranien, Königshaus der Niederlande                                     | 1945                | Das Haus Oranien stellt seit 1815 den niederländischen König. Die Straße liegt direkt an der Oberhausener Ausfallstraße nach Norden und somit in die Richtung der Niederlande. Mit der Bezeichnung Oranienstraße sollte die Verbundenheit mit dem Nachbarland ausgedrückt werden. Bis 1945 hieß die Straße Hans-Schemm-Straße, zuvor bis 1937 Rolandstraße. |      |
| Pollsenweg                | 220                          | Pollsens Kate, altes Bauerngut                                          | 1917                | Der kleine Bauernhof an der Straße hieß seit etwa 1807 „Pollschens Kath“. Er brannte 1905 ab. Am Pollsenweg wurde 1931/32 der Sportplatz der SV Sterkrade-Nord errichtet. Die Straße stellt eine Stichstraße zur Oranienstraße dar und hieß bis 1917 Jahnstraße. Hier liegen auch die Schmachtendorfer Grundschulen, die Gemeinschaftsgrundschule Schmachtendorf und die katholische Dunkelschlagschule. |      |
| Rabenstraße               | 1200 im Stadtteil            | Raben, Vogelgattung                                                     |                     | Die Rabenstraße ist eine schmale Nord-Süd-Verbindung in der Hühnerheide zwischen Zum Ravenhorst und der Deponie Hühnerheide. Sie endet in Barmingholten an der Emmericher Straße. |      |
| Schmachtendorfer Straße   | 1600 im Stadtteil            | nach Schmachtendorf selbst benannt                                      | 1917                | Die Schmachtendorfer Straße ist die Hauptstraße des Stadtteils. Sie beginnt am Holtener Bahnhof und führt nordwärts durch Schmachtendorf bis nach Walsumermark, wo sie als Neuköllner Straße fortgeführt wird. Bis 1917 hieß sie Poststraße. |      |
| Sternplatz                | 40 × 30 × 30                 | sternförmiger Zusammenlauf der drei Straßen                             | 1917                | Am Sternplatz treffen Frankenstraße, Franzstraße und Sternstraße sternförmig aufeinander. Bis 1917 hieß er Hubertusplatz. |      |
| Sternstraße               | 550                          | führt am Sternplatz vorbei                                              | 1917                | Die Sternstraße beginnt in Holten und führt nordostwärts nach Schmachtendorf, am Sternplatz vorbei, nach dem sie benannt ist, und endet an der Kreuzung Hiesfelder Straße / Im Heeck. Die Straße hieß ursprünglich Hugostraße, nach der benachbarten Zeche Hugo Haniel. |      |
| Tenterstraße              | 230                          | Tenterhof, altes Bauerngut                                              | 1917                | Die Tenterstraße in der Schmachtendorfer Mitte ist nach dem Tenterhof benannt, der östlich der Autobahn stand. Im ursprünglichen Straßenverlauf, heute durch die Gesamtschule unterbrochen, führte die Straße noch an der alten, 1671 zum ersten Mal erwähnten Kate vorbei. Bis 1917 hieß die Tenterstraße Försterstraße. Sie verbindet Forst- und Dudelerstraße. |      |
| Untere Walsumermarkstraße | 290                          | Walsumermark, Stadtteil von Oberhausen                                  |                     | Die Untere Walsumermarkstraße ist der südliche, durch den Bau der Autobahn vom Rest getrennte Teil der Walsumermarkstraße im benachbarten Stadtteil Walsumermark, die dort so benannt wurde, weil sie das Gebiet zur Bebauung erschloss. Die Straße führt von der Schmachtendorfer Straße zum Kiesweg. |      |
| Vandalenstraße            | 400                          | Vandalen, germanischer Volksstamm                                       | 1937                | Die Vandalenstraße liegt im Südosten Schmachtendorfs und verbindet Schmachtendorfer und Handbachstraße. Die Hitlerjugend von Schmachtendorf nannte sich nach dem Volksstamm „Vandalen“. Auf ihren Antrag hin wurde die Straße 1937 so genannt, nachdem sie zuvor Stephanstraße hieß. Vor 1917 trug der Teil zwischen Stern- und Schmachtendorfer Straße den Namen Heinrichstraße, der Teil zwischen Handbach- und Sternstraße den Namen Verbindungsstraße. |      |
| Waldhuckstraße            | 1100                         | Waldhuck, nordwestlicher Ortsteil von Schmachtendorf                    | 1917                | Der Waldhuck ist ein alter Siedlungsplatz in Schmachtendorf, der heute als Teil des Stadtteils gilt. Der Name leitet sich davon ab, dass die wenigen Bauernhöfe versteckt im Wald lagen, sie „hockten“ im Wald. Die Waldhuckstraße durchquert den Ortsteil in Nord-Süd-Richtung, sie beginnt an der Forststraße als Fortsetzung der Antwerpener Straße und endet an Zum Steinacker. Bis 1917 hieß sie Krumme Straße. |      |
| Zum Ravenhorst            | 1100 im Stadtteil            | mit Sträuchern bewachsene Anhöhe, auf der sich Raben niederlassen       | 1917                | Der Ravenhorst ist die Anhöhe oberhalb der Bundesautobahn 3. Er wurde erstmals 1672 im Kirchenbuch von Hiesfeld erwähnt. Die Straße Zum Ravenhorst führt von Dinslaken in den Bereich östlich der Autobahn, der zu Brink und Walsumermark zählt. Bis 1917 wurde die Straße Horststraße genannt. |      |
| Zum Steinacker            | 900 im Stadtteil             | Steinackers Hof, altes Bauerngut                                        | 1936                | In Brink im benachbarten Stadtteil Walsumermark befand sich schon Ende des 14. Jahrhunderts ein Hof, der „steynackers hove“ genannt wird. Dieser trägt seinen Namen nach seinen steinigen, kiesreichen Äckern. Bis 1917 hieß die Straße Herzogstraße, später bis 1936 Kampstraße. Sie führt aus Walsumermark nach Schmachtendorf und dort nordwärts bis Zum Ravenhorst. |      |

## Liste nicht mehr vorhandener Straßen in Schmachtendorf
Die Liste nicht mehr vorhandener Straßen führt einige, in der Übersicht erwähnte, vormalige oder gelöschte Straßennamen auf. Sie erhebt keinen Anspruch auf Vollständigkeit.
Vor 1917 gab es eine Reihe von Themengruppen in Schmachtendorf, die heute nicht mehr erkennbar sind.
Hierzu gehören:
- Vornamen (in der Bergmannssiedlung der GHH an der evangelischen Kirche): Cäcilienstraße, Oskarstraße, Paulstraße, Viktoriastraße, Wilhelmstraße
- Figuren aus der Nibelungensage: Brunhildstraße, Gudrunstraße, Hagenstraße, Krimhildstraße, Siegfriedstraße
- „lustiges Viertel“: Auguststraße, Maxstraße (in Walsumermark), Moritzstraße

| Name               | von  | bis  | umbenannt in (aktuell)               | Herleitung                                                                     | Bemerkungen |
| ------------------ | ---- | ---- | ------------------------------------ | ------------------------------------------------------------------------------ | --- |
| Antonstraße        |      | 1936 | eingezogen                           |                                                                                | Früher hieß die Straße Herwarthstraße, es handelt sich um eine heute noch als Fußweg vorhandene Verbindung zwischen Schmachtendorfer Straße und Ferdinandstraße.                        |
| Baustraße          |      | 1917 | → Nassenkampstraße                   |                                                                                | |
| Brömmekampstraße   |      |      | → Bremenkampstraße                   | „Bramkamp“, Feld am Rand des Brachlands                                        | Später hieß die Straße zunächst westlich der Krummen Straße Kreuzstraße, östlich davon Peterstraße.                                                                                     |
| Brunhildstraße     |      | 1917 | → Antwerpener Straße                 | Brunhild, Figur aus der Nibelungensage                                         | In der Nähe waren einige Straßen nach Figuren aus der Nibelungensage benannt, es handelte sich um eine Themengruppe.                                                                    |
| Dietrichstraße     |      | 1917 | → Im Heeck                           |                                                                                | |
| Erlenstraße        |      | 1917 | → Losenstraße                        | Erlen, Baumgattung                                                             | |
| Försterstraße      |      | 1917 | → Tenterstraße                       |                                                                                | |
| Friedhofstraße     |      | 1917 | → Kirchhofstraße                     | Friedhof der Katholischen Gemeinde St. Josef                                   | |
| Glückaufstraße     | 1917 | 1936 | → Ferdinandstraße                    | Glückauf, Bergmannsgruß                                                        | Die Straße wurde in Bezug zur nahen Zeche Hugo Haniel nach dem Bergmannsgruß benannt. Vor 1917 hieß sie Jakobstraße.                                                                    |
| Gregorstraße       |      | 1985 | → Kaplan-Mertens-Weg                 |                                                                                | |
| Grünstraße         |      | 1917 | → Hühnerstraße                       |                                                                                | |
| Gudrunstraße       |      | 1917 | → Lütticher Straße                   | Gudrun, Figur aus der Nibelungensage                                           | In der Nähe waren einige Straßen nach Figuren aus der Nibelungensage benannt, es handelte sich um eine Themengruppe.                                                                    |
| Hagenstraße        |      | 1917 | → Beselerstraße                      | Hagen von Tronje, Figur aus der Nibelungensage                                 | In der Nähe waren einige Straßen nach Figuren aus der Nibelungensage benannt, es handelte sich um eine Themengruppe.                                                                    |
| Hans-Schemm-Straße | 1937 | 1945 | → Oranienstraße                      | Hans Schemm, 1891–1935, Politiker der NSDAP                                    | Vor 1937 hieß die Straße Rolandstraße. |
| Heidstraße         |      |      | → Lönsstraße                         | Hier war früher ein Heidegebiet.                                               | Später hieß die Straße zunächst Moritzstraße. |
| Heinrichstraße     |      | 1917 | → Vandalenstraße                     |                                                                                | 1917 wurde die Heinrichstraße zunächst mit der Verbindungsstraße zur Stephanstraße zusammengefasst.                                                                                     |
| Herwarthstraße     |      |      | eingezogen                           |                                                                                | Später hieß die Straße Antonstraße, es handelt sich um eine heute noch als Fußweg vorhandene Verbindung zwischen Schmachtendorfer Straße und Ferdinandstraße.                           |
| Herzogstraße       |      | 1917 | → Zum Steinacker                     |                                                                                | Nach 1917 hieß die Straße zunächst Kampstraße. |
| Horststraße        |      | 1917 | → Zum Ravenhorst                     |                                                                                | |
| Hubertusplatz      |      | 1917 | → Sternplatz                         |                                                                                | |
| Hugostraße         |      | 1917 | → Sternstraße                        | nahegelegene Zeche Hugo Haniel                                                 | |
| Hüttenstraße       |      | 1917 | → Martinstraße                       | Gutehoffnungshütte, Unternehmen dem die benachbarte Zeche Hugo Haniel gehörte  | |
| Jahnstraße         |      | 1917 | → Emmichstraße und → Pollsenweg      | Friedrich Ludwig Jahn, 1778–1852, Gründer der Turnbewegung                     | |
| Jakobstraße        |      | 1917 | → Ferdinandstraße                    |                                                                                | Nach 1917 hieß die Straße zunächst Glückaufstraße. |
| Josefstraße        |      | 1917 | → Eichendorffstraße                  | Katholische Kirche St. Josef                                                   | |
| Kampstraße         | 1917 | 1936 | → Zum Steinacker                     | Die Straße führte früher in ein Gebiet, das „Hinter den Kämpen“ genannt wurde. | Vor 1917 hieß die Straße Herzogstraße. |
| Königstraße        |      | 1917 | → Buchenweg                          |                                                                                | |
| Kreuzstraße        |      | 1917 | → Bremenkampstraße                   |                                                                                | Ursprünglich war die Kreuzstraße Teil der Brömmekampstraße. 1917 wurde sie mit der Peterstraße zur Bremenkampstraße zusammengefasst.                                                    |
| Krimhildstraße     |      | 1917 | → Lütticher Straße                   | Kriemhild, Figur aus der Nibelungensage                                        | In der Nähe waren einige Straßen nach Figuren aus der Nibelungensage benannt, es handelte sich um eine Themengruppe.                                                                    |
| Kronprinzenstraße  |      | 1917 | → Norbertstraße                      |                                                                                | |
| Krumme Straße      |      | 1917 | → Waldhuckstraße                     |                                                                                | |
| Moritzstraße       |      | 1917 | → Lönsstraße                         | Moritz, literarische Figur aus einer Bildergeschichte von Wilhelm Busch        | Zusammen mit der Maxstraße im heutigen Walsumermark und der Auguststraße bildete die Moritzstraße das „lustige Viertel“ der Bürgermeisterei Hiesfeld. Ursprünglich hieß sie Heidstraße. |
| Oskarstraße        |      | 1917 | → Arnoldstraße                       | Oskar, männlicher Vorname                                                      | |
| Paulstraße         |      | 1917 | → Flandernstraße                     |                                                                                | |
| Peterstraße        |      | 1917 | → Bremenkampstraße                   |                                                                                | Ursprünglich war die Peterstraße Teil der Brömmekampstraße. 1917 wurde sie mit der Kreuzstraße zur Bremenkampstraße zusammengefasst.                                                    |
| Poststraße         |      | 1917 | → Schmachtendorfer Straße            |                                                                                | |
| Rolandstraße       |      | 1937 | → Oranienstraße                      | Roland, Gefolgsmann Karls des Großen                                           | Zwischen 1937 und 1945 hieß die Straße zunächst Hans-Schemm-Straße. |
| Sandstraße         |      | 1917 | → Kiesweg                            | Die Straße liegt in einem kiesreichen, sandigen Gebiet.                        | |
| Siegfriedstraße    |      | 1917 | → Genter Straße                      | Siegfried der Drachentöter, Figur aus der Nibelungensage                       | In der Nähe waren einige Straßen nach Figuren aus der Nibelungensage benannt, es handelte sich um eine Themengruppe.                                                                    |
| Stephanstraße      | 1917 | 1937 | → Vandalenstraße                     |                                                                                | Vor 1917 war die Straße geteilt in Heinrichstraße und Verbindungsstraße. |
| Südstraße          |      | 1917 | → Frankenstraße und → Handbachstraße | Die Straße lag im Süden Schmachtendorfs.                                       | |
| Verbindungsstraße  |      | 1917 | → Vandalenstraße                     |                                                                                | 1917 wurde die Verbindungsstraße zunächst mit der Heinrichstraße zur Stephanstraße zusammengefasst.                                                                                     |
| Viktoriastraße     |      | 1917 | → Am Tüsselbeck                      |                                                                                | |
| Wilhelmstraße      |      | 1917 | → Kempkenstraße                      | Wilhelm, Vorname                                                               | |